# Raclette

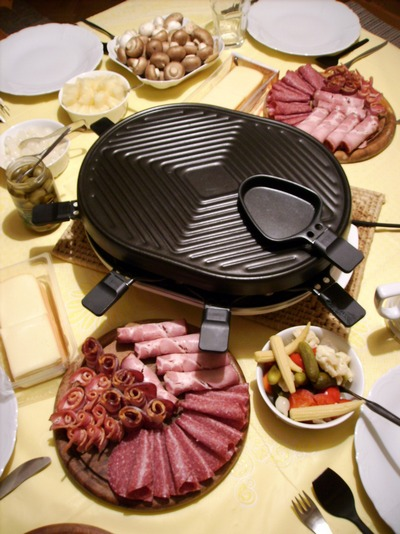
Raclettegrill för hemmabruk
Intill gaffeln en spatel i värmetålig plast

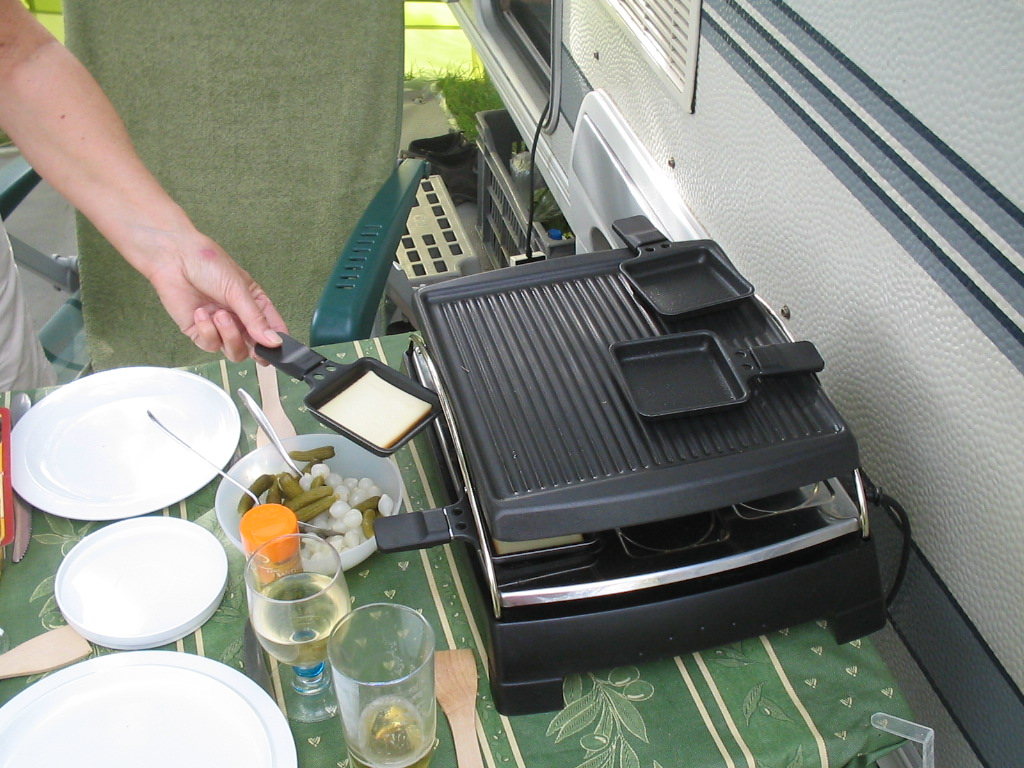
Raclettegrillar finns i många former.
Här är skoporna avpassde för färdigskivad ost;
intill grillen en spatel av trä

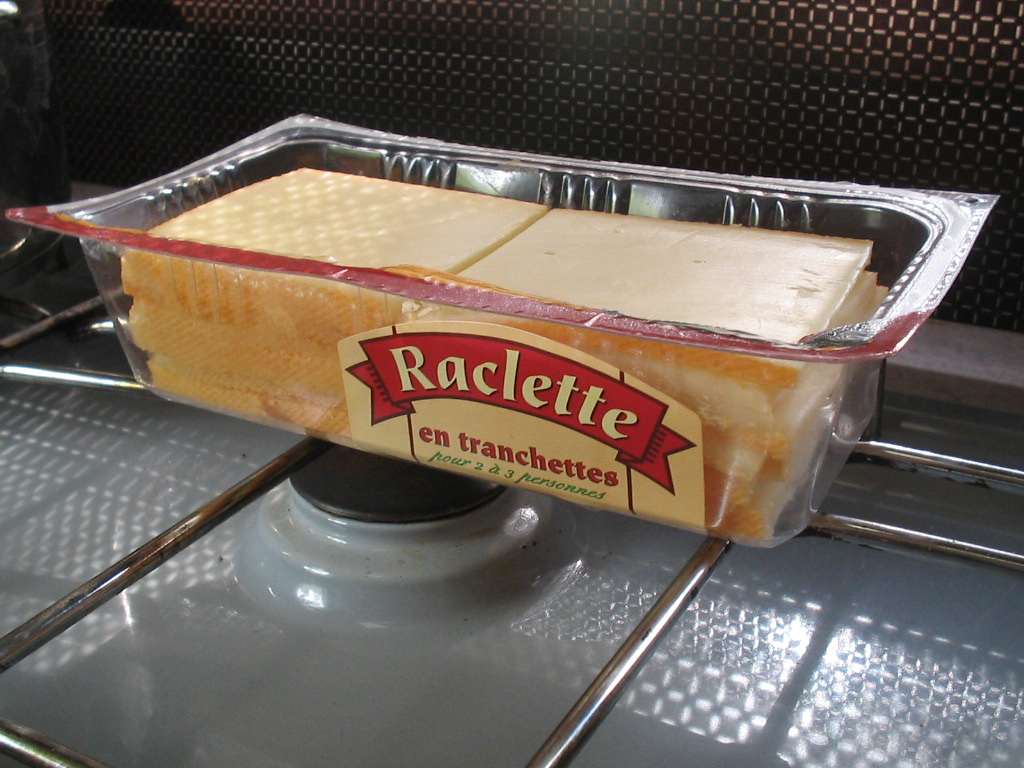
Färdigskivad racletteost

Raclette (jämför franska racler, ’skrapa, skava’) är en maträtt och en halvhård, saltad ost gjord på komjölk. 

## Maträtten
Maträtten raclette består av varm smält ost. Idag använder man på restauranger ofta en specialbyggd elektrisk grill med en vagga för en halva av ett stort ostblock.
Tillbehör kan bestå av kokt potatis, pepparfrukter, syltlök och ättiksgurka, eller varierat med exempelvis frukt, svamp, majskorn eller bacon.
Har man på en raclette-restaurang beställt raclette tar betjäningen bort tallriken så fort en portion smält ost är konsumerad, bär bort den till grillen tillsammans med okonsumerade tillbehör och kommer strax tillbaka med en ny klick smält ost och med samma, ännu oätna tillbehör. Detta upprepas gång på gång ända tills matgästen mätt och belåten säger stopp. För att i större sällskap hålla reda på att varje gäst får rätt tallrik tillbaka, används särskilda i glasyren numrerade raclette-tallrikar.
På bilden här intill visas en raclettegrill för hemmabruk. En skiva av racletteost läggs i en liten skopa av den typ som ligger ovanpå apparaten. Sedan sticks skopan in under plattan och osten smälts med övervärme. En skopa för varje matgäst runt bordet. Med en spatel skrapar man ur den smälta osten på sin egen tallrik. Genast lägger man in en ny skiva ost och sätter tillbaka skopan under plattan för nästa omgång. Därefter förser sig varje matgäst med önskade tillbehör i väntan på att ny ostomgång ska bli klar.
Plattans ovansida blir het, och kan användas för vanlig grillning av ett köttstycke.

### Historia
Ett dokument från Sion i Valais, Schweiz från år 1574 beskriver hur ost värms över eld, men även i andra delar av Schweiz äter man värmd ost sedan länge. Exempelvis Bratkäse eller  Bratchäs i Centralschweiz.

## Osten
Racletteost är halvhård och smälter bra i grillen och trådar sig inte. Det finns varianter som är rökta, kryddade med vitt vin, peppar eller örter. Osten formas ofta till en rundel på cirka 6 kg.
Osten kommer ursprungligen från Schweiz, men produceras idag även i de franska regionerna Savoie och Franche-Comté. Utom Europa görs den i Australien, Nya Zeeland och i Leelanau County i USA.

### I Schweiz
Beteckningen Raclette du Valais AOP är skyddad och ges till råmjölkost från Valais med 50–55 % fetthalt i torrsubstansen.
År 2006 producerade Schweiz 13 000 ton pastöriserad och opastöriserad racletteost, därav 2 000 ton Raclette du Valais AOP. Det mesta konsumerades inom landet.
- Wikimedia Commons har media som rör Raclette.